# Eugène Kuborn
Eugène Kuborn (ur. 14 listopada 1902 w Wiltz, zm. 12 lutego 1991 w Luksemburgu) – luksemburski pływak i piłkarz wodny, uczestnik Letnich Igrzysk 1924 i 1928.
Startował w konkurencji 100 metrów stylem grzbietowym podczas igrzysk olimpijskich w 1924 roku. Z czasem 1:41.2 zajął ostatnie, 3. miejsce w swoim wyścigu eliminacyjnym, co nie dało mu awansu do następnej rundy. Cztery lata później na igrzyskach w Amsterdamie startując w tej samej konkurencji również nie udało mu się wyjść z eliminacji, a jego wynik nie jest znany.
Na tych samych igrzyskach, brał udział w turnieju piłki wodnej, lecz razem z drużyną przegrali w pierwszym meczu z reprezentacją Malty 1:3.